# 仙台藩家臣
仙台藩家臣（せんだいはんかしん）
本項では、仙台藩主伊達家の江戸時代における家臣団（明治維新に際して、士族戸数4262戸、卒族戸数3050戸があった）についての説明の一部として、重臣である門閥の一覧を示す（召出については家名のみ。太刀上以上については知行高・居館・歴代当主を付記）。各々が拝領した居城・居館等の詳細については仙台藩の城砦の項を参照のこと。
なお、内分分知によって諸侯（大名）に列した下記の3家は、仙台藩主（松平陸奥守）と同格の将軍家直臣であり、陪臣たる仙台藩家臣団（松平陸奥守家来）には含まれない。
- 一関伊達家（一関藩 30,000石）
伊達宗勝（政宗の十男）
1644年 胆沢郡相去 → 1658年 磐井郡一関 → 1660年 大名 → 1671年 改易
- 田村家[3]（岩沼藩 30,000石 → 一関藩 30,000石）
田村宗良（忠宗の三男）－建顕＝誠顕（田村顕当の子）＝村顕（宇和島藩主伊達宗贇の四男）＝村隆（吉村の五男）＝村資（登米伊達村良の子）＝宗顕（佐野藩主堀田正敦の二男）－邦顕＝邦行（宗顕の子）－通顕＝邦栄（石川義光の七男）＝崇顕（石川義光の九男）
1653年 栗原郡岩ヶ崎 → 1660年 大名（岩沼藩）→ 1681年 大名（一関藩）
- 中津山伊達家（中津山藩 30,000石） ※子孫は川崎伊達家へ
伊達村和（綱宗の二男）
1695年 大名 → 1699年 改易

## 門閥の一覧

### 一門
- 角田石川家（21,380石、伊具郡角田要害）
石川昭光－義宗－宗敬－宗弘＝宗恒（岩出山伊達宗敏の六男）＝村弘（宗弘長男）－村満－村俊－村文－村任－光尚＝宗光（村任の三男）－義光－邦光
- 亘理伊達家 （24,353石、亘理郡亘理要害）
伊達成実＝宗実（初代藩主政宗の九男）－宗成－基実＝実氏（岩出山伊達宗敏の二男）－村成－村実－村純＝村好（村純の弟）＝村氏（村純の長男）－宗賀－宗恒－邦実＝邦成（岩出山伊達義監の二男）－基－成勲＝廉夫（大洲藩主加藤泰秋の六男）
明治25年（1895年）北海道開拓により男爵
- 水沢伊達家（16,135石、胆沢郡水沢要害）
伊達政景－宗利－宗直－宗景＝村任（3代藩主綱宗の二男。中津山藩主へ）＝村景（涌谷伊達宗元の二男）－村利－村儀－村善＝村福（村儀の二男）－宗衡－邦命＝邦寧（宗衡の五男）
磐井郡清水→1604磐井郡一関→1615胆沢郡西根→1629胆沢郡塩竈
- 涌谷伊達家（22,640石、遠田郡涌谷要害）　 
伊達定宗－宗重－宗元－村元－村定－村盛＝村胤（村盛の弟）＝村倫（6代藩主宗村の四男）＝村常（石川村俊の九男）－村清－義基－邦隆－亘理胤元
- 登米伊達家（20,000石、登米郡登米要害）　 
白石宗直－宗貞＝伊達五郎吉（2代藩主忠宗の四男）＝宗倫（忠宗の五男）＝村直（綱宗の四男）＝村永（梁川元頼の長男）＝村倫（中津山藩主伊達村和の三男）＝村勝（5代藩主吉村の五男。一関藩主へ）＝村良（吉村の八男）－村幸＝宗充（村良の四男。12代藩主斉邦の父）－邦寧－邦教
胆沢郡塩竈→1604登米郡寺池
- 岩谷堂伊達家（5,015石、江刺郡岩谷堂要害）
伊達政隆－国隆＝宗規（忠宗の七男）－村隆＝村望（三沢宗直の二男）－村富－村将－宗隆－宗嵩＝義隆（亘理伊達宗賀の子）＝岩城邦規（亘理伊達宗恒の三男）
- 宮床伊達家（8,017石、黒川郡宮床所）
伊達宗房（忠宗の八男）－村房（仙台藩主へ）＝村興（宗房の二男）－村茂－村嘉＝村烈（川崎伊達村敏の子）－村義＝宗規（村烈の子）－宗賢－邦孚－宗広
万治2年（1659年）新設。磐井郡大原→1660黒川郡宮床→1702柴田郡前川→1722黒川郡宮床
- 岩出山伊達家（14,643石、玉造郡岩出山要害）
伊達宗泰（政宗の四男）－宗敏－敏親＝村泰（涌谷伊達宗元の四男）－村緝－村通－村則－宗秩－義監－邦直－篤三郎＝英（義監の娘）
- 川崎伊達家（2,000石、柴田郡川崎要害）
伊達村詮（中津山藩主伊達村和の長男）＝村敏（岩出山伊達村泰の二男）－村煕＝村賢（水沢伊達村儀の子）＝宗和（岩出山伊達村則の三男）＝邦和（岩出山伊達宗秩の三男）－邦賢
- 真坂白河家（1,043石、栗原郡真坂所）
結城義親＝白河義綱（小峰義名の子）－義実－宗広（綱村の乳兄弟）－村親－村広＝村祐（宮床伊達村興の子）－村雄－宗秀－邦親
- 三沢家（3,000石、胆沢郡前沢所）
三沢宗直（綱村生母・初子の弟）－村為＝村清（中津山藩主伊達村和の二男）＝村保（岩谷堂伊達村望の四男）－村延－宗為－邦明＝邦為（亘理伊達宗恒の二男）
延宝3年（1675年）昇格。1676桃生郡小野→1681胆沢郡前沢

廃絶
- 村田伊達家（30,000石、柴田郡村田所。寛永3年（1626年）無嗣断絶）
伊達宗高（政宗の七男）
- 岩ヶ崎伊達家（30,000石、栗原郡岩ヶ崎所。寛永4年（1627年）無嗣断絶）
伊達宗綱（政宗の五男）＝宗信（政宗の六男）
- 吉岡伊達家（30,000石、黒川郡吉岡要害。寛永11年（1634年）無嗣断絶） ※一家・飯坂家へ
伊達宗清（政宗の三男）
- 伊達右京家（3,000石。享保20年（1735年）無嗣断絶）
伊達村風（吉村の三男）

その他
- 当別伊達家
伊達邦直－基理－正人
岩出山伊達家より分家。明治25年（1895年）北海道開拓により男爵。

### 一家
- 鮎貝家（1,000石、本吉郡気仙沼所）
鮎貝盛次－宗益－宗続－宗景－隆盛－盛益＝盛辰（岩谷堂伊達村望の子）－盛栄－盛長－盛次－盛房－盛徳
柴田郡堤→1679本吉郡松崎
- 秋保家（1,000石、名取郡長袋）
秋保直盛－定盛－将盛－利盛－良盛＝氏盛（秋保盛之の子）＝昌盛（松前広高の子）－賢盛－豊盛－安盛
名取郡長袋→1603刈田郡小村崎→1652名取郡長袋
- 柴田家（5,157石、柴田郡船岡要害）
柴田宗義－兵部宗朝－惣四郎宗朝＝朝意（佐竹親直の二男）－宗意－宗僚＝宗理（真山輔義の子）－朝隆－成義－意定－親友－意利－意広
志田郡桑折→1603伊具郡尾山→1607胆沢郡塩竈→1616登米郡米谷→1681柴田郡船岡
- 小梁川家（1,000石、江刺郡野手崎所） ※伊達氏庶流
小梁川宗重－宗影－宗敬－宗英＝宗辰（宮床伊達宗房の二男。実家に戻る）＝宗永（村田宗門の子）＝盛鎮（大町頼直の二男）＝中務盛明（石川村弘の子）＝盛平（盛鎮の子）－盛明－康盛－康之（伊達邦盛）
江刺郡上口内→1644江刺郡野手崎
- 塩森家（238石、栗原郡若柳） ※伊達氏庶流（小梁川家分家）
塩森宗綱＝宗直（石川景光の子）－宗辰＝親直（石川宗程の二男）－清長－親通＝直董（岩谷堂伊達村富の四男）＝隆良＝直徳
- 坂元大條家[4]（4,000石、亘理郡坂元要害） ※伊達氏庶流
大條宗直－宗綱＝宗頼（大條実頼の四男）－宗快－宗道－道頼－道任－道英－道直＝道冾（道英の子）－道徳（伊達宗亮）
志田郡蟻ヶ袋→1604気仙郡長部→1613磐井郡大原→1616亘理郡坂元家
- 泉田家（1,420石、磐井郡薄衣所）
泉田孫平次重時－元時－源三郎重時－虎時－定時＝胤時（中島成康の子）－倫時＝常時（胤時の子）＝基時（倫時の子）－基光
- 村田家（687石、桃生郡永井在所）
村田宗友－宗国－宗継－宗門＝殖興（葛西重敬の子）－殖継－成殖－盛殖－幸殖－寧殖＝教殖（佐々木貞直の子）
- 黒木家（800石、栗原郡照越在所）
黒木宗俊－宗元－宗恒＝宗信（涌谷伊達宗重の二男）－明恒－尚恒－胤信＝胤英（川島行信の二男）＝義俊（胤信の子）＝玄晴（小原武春の二男）－成美
伊具郡丸森→1625志田郡師山→1695栗原郡照越
- 高清水石母田家（5,000石、栗原郡高清水要害）
石母田宗頼－定頼－永頼＝宗存（鈴木重次の四男）＝頼在（長沼致宏の長男）－興頼＝頼恭（石母田頼雄の二男）－義頼－賢頼－賢恭
登米郡米谷→1616胆沢郡塩竈→1628栗原郡岩ヶ崎→1652加美郡宮崎→1757栗原郡高清水
- 瀬上家（2,000石、桃生郡鹿又所） ※伊達氏庶流
瀬上景康＝景純（中野時綱の二男）＝宗敦（富田守継の子）－寛敦－景敦－景元－景明－景福－景韶－景禄＝景範（大町盛頼の子）
磐井郡摺沢→1617磐井郡涌津→1661桃生郡中津山→1694桃生郡鹿又→1726栗原郡石越→1744桃生郡鹿又
- 中村家（4,524石、栗原郡岩ヶ崎所）
新田義綱－義親－義延－義影－中村成義－義全＝義賢（藤沢義清の子）－景貞－景房－宣景
元禄3年（1690年）新田より改姓。宇多郡駒ヶ嶺→1644磐井郡藤沢→1694栗原郡岩ヶ崎
- 長尾石川家（150石、志田郡長尾）
石川景光－宗頼＝宗程（茂庭良元の五男）－宗能＝宗頼（宗程の三男）－元光＝光定（石川光重の子）－光成－光広－光安－光謙
- 中目家（497石、江刺郡上門岡）
中目長重－長次－長清＝長時（天童頼次の二男）＝景長（岡本景興の子）－盛長－長盈－長常－清長－長良
- 亘理家（5,000石、栗原郡佐沼要害）
亘理重宗＝宗根（政宗の庶子）＝宗喬（宗根の嫡孫）＝元篤（涌谷伊達宗元の二男）－定根＝倫篤（元篤の五男）－常篤－清胤－基胤－隆胤
1604栗原郡高清水→1757栗原郡北方
- 鶯沢梁川家（300石、栗原郡鶯沢） ※伊達氏庶流
梁川宗元（白石宗直の子。祖父梁川宗清の跡目を再興）－宗頼－元頼－永頼＝頼直（西大立目行信の子）－兼頼－良頼＝勝頼（兼頼の子）＝頼道（三沢村延の子）－頼親
- 片倉家（18,000石、刈田郡白石城）
片倉景綱－重長＝景長（松前安広の長男）－村長－村休＝村信（宮床伊達村興の三男。実家に戻る）＝村定（景長の子）＝村廉（松前広高の二男）－村典－景貞－宗景－邦憲－景範－景光＝健吉（吉田藩主伊達宗孝の七男）－信光－重信
慶安4年（1651年）昇格。明治31年（1898年）北海道開拓により男爵

廃絶
- 黒川家（150石、宮城郡西田中。寛永3年（1626年）無嗣断絶）
黒川季氏
- 白石家（5,000石、遠田郡米岡所。寛文2年（1662年）無嗣断絶）
白石宗貞＝宗信（石川宗敬の二男）＝貞弘（石川宗敬の三男）
- 飯坂家（3,000石、胆沢郡前沢。寛文11年（1671年）改易） ※伊達氏庶流
飯坂定長（桑折重長の子）＝宗章（忠宗の九男）＝輔俊（原田宗輔の二男）
胆沢郡都鳥→胆沢郡前沢
- 藤田家（江刺郡伊手。延宝6年（1678年）改易）
藤田宗和＝宗嘉（白石宗直の子）＝宗景（茂庭良元の子）
1622江刺郡片岡→1644江刺郡伊手
- 桑折家（飯坂家相続のため廃家） ※伊達氏庶流
桑折重長＝宗頼（重長の四弟。宇和島藩家老へ）＝定長（重長の子。飯坂氏へ）
江刺郡片岡→1618胆沢郡都鳥

### 準一家
- 猪苗代家（448石、胆沢郡西根）
猪苗代盛国－宗国－盛次＝盛元（鬼庭綱元の四男）－盛時－盛長＝盛清（猪苗代盛久の子）＝盛章（渡辺長直の子）＝長盛（橋本延賢の子）－盛庸－盛行
- 天童家（1,240石、宮城郡八幡在所）
天童頼澄＝重頼（留守政景の二男）＝頼長（涌谷伊達定宗の二男。実家に戻る）＝頼次（粟野重次の子）－頼真－成頼＝頼清（宮内重條の子）－頼根－倫頼－常頼－頼益－頼宣－頼永
宮城郡利府→宮城郡八幡
- 松前家（2,000石、磐井郡松川在所）　 
松前安広（松前藩主松前慶広の七男）－広国＝為広（安広の五男）－広雄＝広高（為広の二男）－脩広＝広義（為広の曾孫）－広文－広憲－広胖－広致
1623刈田郡長袋→1682栗原郡清水沢→1714伊具郡藤田→1812磐井郡松川
- 葦名家（1,500石、栗原郡石越在所）
針生盛信＝重信（盛信の嫡孫）－葦名盛定－盛信＝盛連（飯野盛之の子）－豊前盛寿－盛倫－修理盛寿－盛長－盛景
延宝4年（1676年）針生より改姓。1716加美郡中新田→1757栗原郡石越
- 高泉氏（2,700石、登米郡米谷所）
高泉隆景＝定康（津田豊前景康の二男）－兼康－兼重－兼元－兼晃－兼雄－兼規－兼恊－兼善－兼之
登米郡黒沼→1703登米郡米谷
- 上遠野家（800石、栗原郡大川口在所）
上遠野高秀－守秀＝常秀（上遠野秀勝の子）－秀実－広秀－元秀－亮秀－徳秀＝秀宣（岩出山伊達宗秩の子）
- 保土原家（329石、志田郡新沼）
保土原行藤＝行義（行藤の嫡孫）＝行久（庄子久重の二男）－行広－行貞－行雄＝行方（行貞の子）＝行古（福原資貞の二男）＝行泰（行方の子）－行之－行等－行徳＝行武（行等の子）
- 福原家（800石、宮城郡高城）
福原資房（福原資保の二男）－資浄－資長－資実－資生－資煕＝資氏（亘理伊達村好の子）－賀資＝資広（賀資の嫡孫）

廃絶
- 猪苗代縫殿家（明暦3年（1657年）無嗣断絶）
- 八幡家（天和元年（1681年）改易）※伊達氏庶流
- 大塚家（天和3年（1683年）改易）
- 北郷家（元禄9年（1696年）改易）
北郷隆勝－隆貞－隆次
- 葛西家（桃生郡飯野川所。安永2年（1773年）改易、のち平士）
葛西俊信＝重常（葛西重信の子）－重利－清方－清香－清胤
- 本宮家（110石。文化8年（1811年）改易）
本宮頼重－頼孝－頼寛－頼常＝頼永（畠中以直の二男）－頼章－

### 一族
- 大立目家（1,000石、桃生郡飯野川所）
大立目宗直＝宗信（奥山兼清の三男）－重頼＝重成（宗信の二男）－重直－成紹＝盛行（亘理元篤の二男）－成篤－盛篤－清篤＝充宣（登米伊達宗充の子）－教篤
- 金ヶ崎大町家（3,000石、胆沢郡金ヶ崎要害）
大町元頼－定頼－永頼－頼直－章頼－朗頼－成頼－景頼－盛頼－殖頼
宇多郡谷地小屋→1630磐井郡藤沢→1644胆沢郡西根
- 大塚家（187石、磐井郡西永井）
大塚高頼－重頼－意頼－時頼－意頼＝幸頼（葛西清方の三男）＝長頼（中目景長の二男）－
- 大内家（1,390石、登米郡西郡所）
大内定綱－重綱－義春－義直＝義繁（秋保利盛の二男）－義実－義門－定知－定安－基恭
胆沢郡前沢→1644登米郡西郡
- 西大條家（569石、桃生郡前谷地）
西大條宗義－義綱－義久＝重義（泉田孫平次重時の子）＝義諌（泉田源三郎重時の子）＝恒義（西大條定義の子）－義行－興義－義光－時実
- 小原家（526石、宮城郡松森在所）
小原元綱－照継－重継＝惟義（大内重綱の二男）－武清－武元－武春＝武親（登米伊達村良の子）＝武元（武春の子）－元治＝武春（大内定安の子）
- 西大立目家（170石、磐井郡薄衣）
西大立目重信－本信－信宅－時信－行信－孝信＝長信（中目盛長の二男）－良信－友信＝近信（猪苗代長盛の子）＝庸信
- 上口内中島家（1,880石、江刺郡上口内要害）
中島意成＝常成（上遠野久成の長男）＝宣成（上遠野久成の二男）－利成－宴成－紹成＝以成（利成の二男）－寛意＝意任（以成の子）＝意実（柴田朝隆の子）＝意元（柴田成義の子）－亀五郎＝意時－意徳
1613加美郡小野田→1694江刺郡上口内
- 宮内家（1,420石、宇多郡駒ヶ嶺所）
宮内常清＝定清（片平重綱の長男）＝透清（大條宗快の三男）＝定清（宮内重條の長男）＝直清（宮内條興の二男）－信清－春清－元清－盛清
加美郡四竈→1644栗原郡武鑓→1718宇多郡駒ヶ嶺
- 金山中島家（2,000石、伊具郡金山要害）
中島宗求－宗勝＝宗信（宗求の子）＝宗常（亘理伊達宗実の二男）－宗盈－信秋－成康－実信－純信－実康－広三郎＝清則（涌谷伊達村常の三男）＝恒康（遠藤元生の二男）＝信成（下郡山陳就の子）
- 松山茂庭家（13,000石、志田郡松山所）
茂庭良元－定元－姓元－嵩元＝元明（姓元の二男）－苞元＝善元（苞元の嫡孫）－有元－徳元＝升元（有元の二男）－敬元
磐井郡赤荻→1603志田郡松山
- 下衣川遠藤家（640石、胆沢郡下衣川）
遠藤重明－定弘＝定良（重明の次男）＝定富（古内重広の子）＝定利（片倉景長の三男。実家に戻る）＝利方（遠藤定安の子）－義於－盛貞＝盛幸（後藤良康の子）－盛順
- 佐藤家（1,000石、伊具郡小斎在所）
佐藤勝信－実信－清信－易信－因信－為信－本信－道信＝助信（為信の子）－春信＝氏信（佐藤信庸の子）－恒信
- 畠中家（100石、宮城郡中野）
畠中清頼－定頼－清長＝重存（畠中経吉の子）＝以直（本宮頼寛の二男）－安亮－義道＝信玅（遠藤行信の子）－生存＝和久（畠中明之の子）
- 片平家（1,391石、柴田郡村田所）
片平親綱＝重綱（中野時綱の長男）＝清重（宮内定清の二男）＝重治（瀬上宗敦の二男）－義教－義親－誼斌－親文－教孝＝教成（片倉宗景の子）＝教敬（茂庭有元の子）
加美郡谷地森→1866柴田郡村田
- 下郡山家（450石、宮城郡岩切）
下郡山朝秀－利重－重定＝重時（針生重信の二男）－重種＝朝直（飯野盛弘の二男）＝広哉（太田資幹の二男）－成広－広範＝常陳（伊達村常の子）－陳之－陳就
磐井郡相川→1615黒川郡東成田→1782宮城郡岩切
- 沼辺家（1,000石、江刺郡人首要害）
沼辺重仲－重次－重長－武雅－武能＝武伸（武雅の子）－武族－武雅－武徳－武房
- 中野大町家（500石、宮城郡中野）
大町義頼－通頼－良頼－頼利－頼房－頼長＝頼道（大町章頼の三男）－
- 高城家（420石、桃生郡小船越）
高城宗直＝直吉（大内景弘の二男）＝直清（宗直の子）－直常＝直重（八乙女重久の六男）＝直俊（高城直候の子）－直晴－直定－秀直－広直＝衡直（秀直の子）－英直
磐井郡上折壁→1636桃生郡小船越
- 大松沢家（615石、黒川郡大松沢）
大松沢元実－定実－頼実－広実＝信実（大松沢辰実の子）－以実－文実＝定実（以実の子）＝良実（亘理倫篤の子）－衡実
- 桜目石母田家（1,000石、栗原郡桜目）
石母田頼章（石母田定頼の三男）＝頼寿（中村直時の二男）－愛頼－多頼＝頼峰（石母田永頼の二男）－頼賢－頼継－頼至
- 坂家（309石、磐井郡黄海）
坂重続－重信＝信之（松尾重安の子。重村生母・性善院の父）－信中－信要－時保＝時高（坂常直の長男）＝保定（平賀義幹の子）－正三郎＝時秀（保定の子）
延享4年（1747年）召出→宝暦6年（1756年）着坐→明和元年（1764年）一族

廃絶
- 白岩家（寛永16年（1639年）改易）
- 大窪家（正保3年（1646年）改易）
大窪元成
- 下飯坂家（慶安2年（1649年）改易） ※伊達氏庶流
- 田手家（300石、栗原郡清水。寛文5年（1665年）無嗣断絶） ※伊達氏庶流
田手宗実－高実＝宗房（忠宗の八男。宮床伊達家へ）＝貞実（高実の子）
一時小泉に改姓。柴田郡小泉→1644江刺郡上口内→1659栗原郡清水
- 成田家（元禄9年（1696年）改易）
- 石田家（享保9年（1724年）改易、後に平士） ※伊達氏庶流
石田宗朝＝與純（大波長成の二男）－常員－常治

### 宿老
- 川口遠藤家（1,830石、栗原郡川口所）
遠藤玄信－俊信－斉信－守信－善信－昌信－元生－元良－允信
- 但木家（1,500石、黒川郡吉岡所）
但木久清－重信－顕高－顕行－長行－明行＝直行（涌谷伊達村常の子）－成行
元禄9年（1696年）昇格。
- 後藤家（2,700石、遠田郡不動堂要害）
後藤信康－近元－近康－節康－元康－寿康－良康－幸康－充康
宝暦7年（1757年）昇格。桃生郡大森→1611江刺郡三照→1620遠田郡不動堂

廃絶
- 屋代家（柴田郡船岡。慶長12年（1607年）改易、後に平士）
屋代景頼
名取郡岩沼→1602柴田郡船岡
- 牧野家（2,500石、加美郡宮崎所。慶安3年（1650年）改易、後に平士）
牧野盛仲－茂仲
- 原田家（4,380石、柴田郡船岡。寛文11年（1671年）改易）
原田宗資－宗輔
牡鹿郡大瓜→1615柴田郡船岡
- 冨塚家（宇多郡駒ヶ嶺。享保3年（1718年）改易）
冨塚宗綱－信綱－重信－重長－重標
栗原郡真坂→1644宇多郡駒ヶ嶺
- 津田家（栗原郡佐沼。宝暦7年（1757年）改易）
津田豊前景康－頼康－玄蕃景康＝春康（頼康の四男）＝武康（玄蕃景康の二男）－広康－定康
栗原郡北方→1610亘理郡坂元→1616栗原郡北方

### 着坐
- 只野家（1,200石、加美郡中新田所）
只野勝吉－良純＝良重（武藤直房の子）＝義剛（多田義重の二男）＝方義（良重の子）－義福－行義－由章＝由予（真山為幹の子）＝寛良（武藤直規の子）
- 尾山大條家（601石、伊具郡尾山在所） ※伊達氏庶流
大條実頼－修理元頼－定頼－直頼＝茂頼（定頼の子）＝易頼（佐藤易信の子）－木工元頼－多頼－度頼－蔭頼－
- 藤沢奥山家（1,813石、磐井郡藤沢所）
奥山兼清－兼義＝重信（兼清の四男）－常信－常尚＝清章＝清福（奥山常有の子）－清高－清庸＝清将（清高の子）－清成－清晴
名取郡岩沼→1636名取郡下野郷→1698磐井郡藤沢
- 小野田奥山家（1,666石、加美郡小野田）
奥山常良（奥山兼清の弟）－常辰－常定－常有－常自＝良風（常有の子）－良寿－良有－常雄＝常明（良有の子）－常氏
柴田郡村田→1660黒川郡今村→1756加美郡小野田
- 岩沼古内家（7,042石、名取郡岩沼要害）
古内重広（国分盛重の子）＝重安（山口重如の子、重広の外孫）－重定－重興－広寿－広充＝広富（広寿の子）＝広保（広充の子）－広賢－広居
- 宮崎古内家（3,283石、加美郡宮崎所）
古内義重－義如＝義憲（松前安広の四男）＝義長（古内義達の子）－義清－義周－実徳＝実道（古内広富の子）－実直－実広（石川宗光の子）
1644江刺郡片岡→1659江刺郡上口内→1695加美郡宮崎
- 高野家（1,650石、刈田郡平沢要害）
高野光兼－可兼－俊兼＝武兼（鈴木師久の子）－倫兼－博兼－知哲－求知＝知親－知寿
- 伊東家（700石、桃生郡根古）
伊東重綱＝重義（早川光義の二男）＝重門（古内重広の子）＝重定（亘理伊達宗実の三男）＝重良（伊東重頼の子）－祐栄－祐寿－祐喜－祐則－祐英－祐休
- 佐々家（3,036石、伊具郡丸森所）
佐々元綱－元定－定隆＝定條（佐々定信の長男）＝義元（佐々定信の二男）＝康定（定條の子）－定延－信定－広元－資定－元則
- 富田家（2,000石、桃生郡小野所）
富田氏繁（富田氏実の子）＝氏紹（宮川有定の子）－紹実－実樹＝篤実（富田行実の子）－実継－実保－実行－実文
- 長沼家（1,500石、栗原郡宮沢要害）
長沼盛重－信重－致貞－致信－致真－致泰－致辰－致豊－致中＝致季（泉田基時の子）
- 布施家（1,700石、本吉郡柳津所）
布施如雪斎定時－定成－清左衛門定時－定安－定信＝定誠（定信の孫）－定寿－定胤－定卿－定保－定徳
栗原郡大原木→1723本吉郡柳津
- 黒沢家（3,300石、桃生郡中津山所）
黒沢春重－重成－重俊－俊栄＝俊昌（黒沢俊実の子）＝俊秀（石川村満の三男）－俊信＝俊英（俊秀の二男）－俊章－俊親－俊在（石川義光の八男）
- 芝多家（1,000石、加美郡谷地森）
柴田常元－常信＝芝多常春（大波元重の子）－村如＝康文（和田為起の子）－信憲＝常煕（信憲の嫡孫）－常則－常質
1684柴田郡村田→1866加美郡谷地森
- 松岡家（1,000石、刈田郡内親）
松岡長時－実時＝安時（片平定成の二男）－敬時－時義－時宜－時良－時修
- 石田家（1,500石、黒川郡大松沢所）
石田信久＝景久（油井景成の二男）－良直－景直－元直－準直－昌直＝寛直（準直の子）－廉直
- 平賀家（2,000石、磐井郡大原所）
馬場親成－常成－平賀義門－義清－義雅＝義幹（義雅の嫡孫）－義暢＝雅清（義幹の子）
延宝4年（1676年）馬場より改姓。
- 古田家（800石、桃生郡北村）
古田良據＝良智（遠藤以和の二男）－良林＝良哉（大河内頼寿の子）－良恭
寛政6年（1794年）昇格
- 松本家（1,300石、遠田郡休塚）
松本宗成＝信成＝信良（天童頼次の子）＝信季（遠藤俊信の五男）－信友－信任－成保－成徳－成章
- 和田家（1,814石、宮城郡蒲生在所）
和田為頼－房長＝定長（岩沼藩主田村宗良の五男）＝為明（和田為成の長男）－為長－為利－為賢＝為澄（古田良智の子）－為孝＝為良（大町景頼の子）＝為泰（宮床伊達宗賢の子）
- 氏家家（2,000石、志田郡下中目在所）
氏家清勝－勘左衛門清継－主水清寿－清也－主膳清寿－筑前清継－清主＝清成（茂庭苞元の子）－清氏－清庸
- 戸田家（637石、黒川郡大衡）
戸田定隆（良覚院快真の子）－隆時－隆応－隆定－峰隆＝隆晨（車隆利の子）－隆芳－季隆－隆房－隆清
- 和久家（377石、栗原郡沼倉）
和久宗是－是安－信是＝信安（是安の子）＝白安（河東田定恒の二男）－安之－安宣－
- 笠原家（1,113石、登米郡石森所）
笠原隆康＝盛康（津田豊前景康の三男）－義康＝実康（津田玄蕃景康の三男）＝都康（義康の子）－房康－倫康－英康－泰康
- 新田大町家（600石、栗原郡新田）
大町定頼－定久－定信＝頼純（大町頼利の二男）－頼広－頼泰＝頼末（頼広の子）－頼根－頼図＝頼易（頼根の子）
- 真山家（2,000石、磐井郡下折壁所）
真山元輔－良輔－輔久－枝輔＝義輔（輔久の子）＝匡輔（中村義賢の二男）－規輔－倫輔
寛永2年（1625年）着坐→宝永6年（1709年）平士に降格→弘化元年（1844年）着坐
- 高屋家（医師・1,030石、栗原郡平形）
高屋宗慶－宗伯－宗甫－宗活－英州－英俊＝英顕（高屋宋行の子）－英周－英行－英時－英章
本吉郡柳津→1722栗原郡平形
- 猪苗代謙道家（連歌師・300石）
猪苗代兼如－兼与＝兼説（猪苗代正益の子）－兼寿＝兼郁－兼恵＝兼誼（渡辺玄徳の三男）－兼貞－
- 錦織家（医師・350石、宮城郡上谷刈）
錦織即休＝休意（即休の弟）－休庵－高義－高勝－習高－義路－義門－
- 良覚院（修験・300石）
良覚院栄真＝快真（窪田隆次の子）－真盛－蝶真－即真＝諄真（戸田隆応の三男）－円真＝陳真（布施定誠の三男）－

廃絶
- 貝田家（政宗期に断絶）
- 山岡家（1,200石、宮城郡手樽。寛永18年（1641年）無嗣断絶、後に平士） 
山岡重長－長勝＝泰長（鈴木三四郎の子、重長外孫）
- 鈴木家（7,300石、栗原郡岩ヶ崎。承応2年（1653年） 田村家再興のため廃家。以後、田村家家老格）
鈴木元信－重信＝宗良（忠宗の三男。田村家へ）
志田郡古川→1646桃生郡浜市→1652栗原郡岩ヶ崎
- 山口家（8,000石？、宮城郡上愛子。万治2年（1659年）改易）
山口重如
- 古田家（寛文元年（1661年）無嗣断絶） ※伊達氏庶流（小梁川家分家）
古田重直－元直－共直
- 志賀家（寛文年間（1661-73年）改易）
- 鴇田家（延宝元年（1673年）改易。後に平士）
- 古内造酒祐家（貞享3年（1686年）無嗣断絶）
古内重直（古内重広の長男）－重之
- 文字茂庭家（2,486石、栗原郡文字。元禄7年（1694年）改易）
茂庭実元（鬼庭綱元の三男）＝茂行（茂庭良元の二男）－常実
- 遠山家（1,500石、牡鹿郡湊在所。宝永元年（1704年）改易、後に平士）
遠山親義＝重長（奥山常良の三男）－良雄
伊具郡平貫→1690牡鹿郡湊
- 三分一所家（300石。享保3年（1718年）改易、後に平士）
三分一所家景－親景＝元景（奥山常良の四男）－辰景＝景益（奥山常辰の三男）
一時渡辺に改姓。
- 川島家（安永2年（1773年）改易）
川島宗泰－景泰－直泰－信泰＝行高（早川義泰の子）－行察－行信

### 太刀上
- 国分家（200石） ※一族より降格
国分行信－重信－重通－保信＝与信（飯田成親の二男）－信行－
- 増田家（334石） ※一族より降格
増田宗繁－興繁－直繁＝繁良（興繁の子）＝繁信（佐藤易信の子）＝繁倫（古内義連の子）－繁員＝繁寛（繁章の子）－繁康
- 上郡山家（300石） ※一族より降格
上郡山常為－高為＝重常（常為の子）－景常－守為－為常＝為道（山路重貞の二男）－多聞為倫＝為巳（上郡山為憲の長男）＝進為倫＝為康（後藤元康の五男）－千家之介為倫＝熹為（村上利福の二男）－信為
- 飯田家（50石、桃生郡女川） ※伊達氏庶流（桑折家分家）。一族より降格
飯田重親＝定親（奥山常良の長男）－成親＝安親（上遠野秀之の二男）＝興親（成親の子）－道親－胤親＝信親（国分与信の二男）－
- 砂金家（500石、加美郡鳥屋崎） ※一族より降格
砂金実常＝隆常（中島貞成の五男）－勝常＝重常（涌谷伊達宗元の三男）＝常令－令昌－令緒－令常－令儀
柴田郡前川→1702加美郡鳥屋崎
- 藤沢家（405石、栗原郡沼倉）
藤沢義春（新田義親の子）－義広－義重＝義次（義広の子）＝義清（義重の子）－義連－義規－景清－景福＝景翼－幾之輔
元禄3年（1690年）新田より改姓。
- 坪沼梁川家（500石、名取郡坪沼） ※伊達氏庶流
梁川頼長（梁川宗頼の二男）－頼次＝頼道（高橋信次の二男）－
- 平渡茂庭家（1,347石、志田郡平渡）
茂庭元咸（茂庭姓元の二男）＝元辰（茂庭元明の二男）－元雅＝元恒（元辰の三男）＝元長（茂庭苞元の三男）－元良－元敏－元徳
- 下真山白河家（玉造郡下真山）
白河朝清（白河義綱の三男）＝朝国－直定－親之－親継－

### 召出
一番座
岡村（極楽院）、鮎貝、秋保、秋保、塩森、大條、村田、石母田、石母田、亘理、上郡山、西大條、宮内、遠藤、佐藤、畠中、下郡山、沼辺、砂金、大町、高城、高城、大松沢、石母田、但木、桑島、田村、中村、日野、遠藤、湯目、後藤、横尾、小野、堀越、茂庭、秋保
二番座
猪苗代、葛西、上遠野、保土原、金上、清水、大波、塩、白津、真田、桑島、大浪、長沼、橋本、青木、青木、南、加藤、田中、大和田、五十嵐、松林、大波、今泉、大島、北、上野、沼辺、本多、佐藤、中山、木幡、山家、中地、大河内、太田、武田、古内、浅井、田辺、早川、熊谷、鈴木、椙原、
布施、木村、山岸、安田、石田、小島、荒井

## 史料
- 『伊達世臣家譜』 編纂：田辺希績
- 『伊達世臣家譜続編』 編纂：田辺希績
- 『御知行被下置御帳』（『仙台藩家臣録』『元禄補遺仙台藩家臣録』）